# نکتار ساهاکیان
نکتار آرسنی ساهاکیان (ارمنی: Նեկտար Արսենի Սահակյան؛ انگلیسی: Nectar Sahakyan؛ زادهٔ ۲۰ ژوئیهٔ ۱۹۵۶) نقاش، کارشناس علوم پرورشی اهل ارمنستان است.

## زندگی‌نامه
وی در ۲۰ ژوئیه ۱۹۵۶ در نرکین گتاشن به دنیا آمد و از دانشگاه دولتی علوم پرورشی خاچاطور آبوویان ارمنستان (۱۹۷۹) فارغ‌التحصیل گشت. 